# Ephel Duath (groupe)
Pour les articles homonymes, voir Ephel Duath.
Ephel Duath est un groupe de metal progressif italien, originaire de Padoue. Se caractérisant par de la musique progressive, Ephel Duath font une expérimentation mélangeant le metal/punk hardcore et le jazz. En décembre 2014, le groupe annonce sa séparation.

## Biographie

### Débuts etPhormula(1998–2000)
Le projet Ephel Duath est formé en février 1998 avec l'intention précise d'expérimenter la sphère de la musique extrême. À la base, le nom du groupe évoque le concept d'un son sombre et passager : tiré du Seigneur des anneaux, Ephel Duath désigne la chaîne de montagnes qui entoure le Mordor, dans le bestseller de Tolkien. Initialement, le groupe commence en duo, avec Giuliano Mogicato (voix, guitare, claviers et programmation) et Davide Tiso (guitare), le seul membre-fondateur restant, les deux ayant 18 ans à l'époque. En octobre de la même année, le démo Opera est lancée ; six morceaux de metal extrême avec des traits symphoniques qui a amené Ephel Duath à se comparer avec le style de Limbonic Art et Emperor.
À la fin de 1999, ils signent avec le label Code666 Records, dans le temps où cette maison de disques italienne émerge, réputée pour ses décisions courageuses en opposition à la tendance générale. En mai 2000, le premier album Phormula est lancé, réalisé par Riccardo Pasini, celui-ci étant par la suite devenu, en quelque sorte, un nouveau membre du groupe.  Les huit nouvelles chansons de cet album le rendent très ambitieux et riche, distingué par une ingénieuse recherche d'originalité dans le choix des styles, pour mettre de l'emphase sur un des buts qui, encore, motive le groupe : ne pas appartenir à un genre de musique ou mouvement spécifique. Les critiques récompensent leur courage, mais l'opinion publique et leur besoin de classifier, intrinsèque avec le metal extrême, classe Ephel Duath avec le black metal underground, une étiquette que le groupe va tenter fort d'éradiquer dans les prochaines années.

### Rephormula(2001–2002)
Après l'enregistrement de Phormula, Giuliano Mogicato quitte Ephel Duath pour cause d'incompréhension personnelle et musicale. Et suit la période la plus difficile pour le groupe, qui reste inactif pendant approximativement un an, laissant un seul membre. Après la sortie de Phormula, ils signent au label Elitist Records (une division d'Earache Records),, et effectue deux remixes de leur démo Opera. L'album est publié sous le titre anglais : Rephormula. en 2001,.
Durant l'été de 2001, Lee Barrett, fondateur de la maison de disques Candlelight (Emperor, Opeth), montre un intérêt à Ephel Duath après avoir entendu quelques chansons sur le net. Puis, quelques semaines plus tard, la compagnie anglaise Earache Records leur offre un contrat à long terme à travers leur nouvelle marque de commerce Elitist où le A&R est nul autre que Lee Barrett. En 2002, Elitist Records décide d'ajouter quelques pièces bonus à Phormula et le rebaptise Rephormula et le relance, donnant la chance à Davide Tiso d'assembler une nouvelle formation, composée de membres issus du punk hardcore, du jazz, du blues, du funk et de la pop,, et de recommencer à zéro sur un nouvel album. À première vue, la nouvelle formation semble bizarre : Davide Piovesan, 47 ans, avec un vécu de jazz-blues, est le percussionniste ; à la basse, le très versatile Fabio Fecchio, avec une expérience en jazz, pop et funk, et Davide Tolomei, le chanteur. Le dernier mais non le moindre, le chanteur principal, Luciano Lorusso George, avec un vécu dans la scène hardcore. Le seul membre, avec Davide Tiso, qui a une expérience solide dans la musique extrême. Les nouveaux membres assemblés, ça leur prend à peu près un an pour arranger les pièces composées par Davide Tiso.

### Painter's Palette(2003–2004)
Durant l'été de 2003, ils commencent à travailler en studio avec leur ami et réalisateur Riccardo Pasini. Après trois mois de dur travail, le groupe est récompensé par l'album Painter's Palette, qui est fondamental à leur nouvel envol. Neuf toutes nouvelles chansons qui révèlent et mettent en emphase leur propre son personnalisé. L'album est un mélange de punk hardcore et de jazz-fusion.
Une empreinte marquée de jazz associé à la solide base de musique extrême, qui, en d'autres mots, se distingue par un son sophistiqué. L'effet de croisement est évité, c’est alors l'idée distinguée d'une riche combinaison qui règne. 
Cet album, quoique conceptuellement inspiré pour souligner la connexion entre le son et la couleur, la pochette de Painter's Palette est faite en noir et blanc, pour représenter l'intention d'Ephel Duath de créer la couleur avec les sons. En effet, chaque pièce représente une ombre chromatique, et c'est l'esprit de l'auditeur qui devient le canevas.
Le groupe est récompensé de centaines de bons commentaires. À noter, le vote de 5 « K » du magazine anglais Kerrang!, qui a écrit à propos de Painter's Palette : « C'est comme ça que les albums de l'année sont faits [réf. nécessaire] ».
Après leur première tournée en première partie de Lacuna Coil, les préparations se font pour les nouvelles apparitions sur scène. Plusieurs spectacles sont prévus en Italie, incluant un festival (avec Entombed) ainsi que les débuts d'Ephel Duath en Grande-Bretagne, avec Mistress. Davide Tolomei, la voix mélodique, laisse le groupe pour des raisons personnelles, juste avant qu'Ephel Duath fasse leur plus importante performance: le Quart Festival, en Norvège. Ils partagent la scène avec des personnalités telles que Red Harvest et Cult of Luna. Puis, durant l'été de 2004, deux autres importants festivals se suivent : Brutal Assault en République tchèque, avec Necrophagist et November, et le Headway aux Pays-Bas, avec Sieges Even et Biomechanical. Et finalement, ils font leur percée en Allemagne, comme groupe principal, à Trèves.

### Derniers albums et séparation (2005–2014)
La composition du nouvel album commence en automne. Leur longue absence de scène est interrompue par une mimi-tournée en Grande-Bretagne, avec Locust et Breecher, et un autre festival en Norvège, le Moxsty, avec Extol et Mind Grinder, et quelques dates en Italie, en première partie de Katatonia, Dillinger Escape Plan, Chimaira et Nasum.
Juste avant l'enregistrement de leur nouvel album, en décembre 2004, ils sont invités à rejoindre Dillinger Escape Plan et Poison the Well dans leur tournée britannique, incluant 16 dates, avec l'accompagnement de Federico Nalesso au trombone. En février 2005, ils commencent l'enregistrement de Pain Necessary to Know, l'album le plus ambitieux jamais fait par le groupe, encore avec Riccardo Pasini à la console. Immédiatement après l'enregistrement de la batterie, Davide Piovesan quitte Ephel Duath, se plaignant des problèmes économiques, humanistes et artistiques.
Après des mois de dur travail, pendant l'été de 2005, l'album est complet. Encore 9 pièces, et encore de la musique extrême avec une touche de jazz, cependant avec un son plus évolué. Le concept d'une pièce est mis de côté et l’idée de la répétition d'un simple riff est presque complètement oubliée. Les pièces ressemblent à une longue suite musicale où les instruments et la voix se supportent mutuellement en construisant un vaste et solide son architectural. La conception de la pochette est déléguée au duo norvégien Tryne Og Kim, qui coopèrent avec Jester Records, Ulver et Arcturus. Le minimalisme des images représente parfaitement le titre, paroles et musique. La couverture présente des images d'eau sale et de tentacules de méduses, créature qui est symboliquement associée avec le titre de l'album. « Tu ne peux pas dire que tu connais une méduse si tu n'as jamais expérimenté son contact douloureux. Donc tu ne peux pas savoir ce qui est meilleur pour toi si tu n'as jamais expérimenté la misère. La douleur est nécessaire d'être connue (Pain is Necessary to Know). »
En octobre 2005, le percussionniste Andrea Rabuini se joint à la formation pour la promotion de leur  nouvel album Pain Necessary to Know. En 2007 sort l'album Pain Remixes the Known, un album de remixes electro-dub de Pain Necessary to Know toujours chez Earache Records.
En décembre 2014, le groupe se sépare.

## Membres

### Derniers membres
- Davide Tiso - guitare (1998–2014)
- Karyn Crisis - chant (2011-2014)
- Bryan Beller - basse (2012-2014)
- Marco Minneman - batterie (2008-2009, 2011-2014)

### Anciens membres
- Demetrio Scopelliti - guitare live (2012-2014)
- Giuliano Mogicato – basse, guitare, chant, claviers (1998–2002)
- Davide Tolomei – chant (2003–2004)
- Davide Piovesan – batterie (2003–2005)
- Fabio Fecchio – basse (2003–2006)
- Riccardo Pasini – claviers (2003–2005)
- Sergio Ponti – batterie (2006–2007)
- Luciano George Lorusso – chant (2003–2008)
- Guillermo Gonzales - chant (2008–2009)
- Andrea Rabuini – batterie live (2007–2009)
- Steve Di Giorgio - basse (2011-2012)

## Discographie

### Albums studio
- 2000 : Phormula
- 2001 : Rephormula
- 2003 : Painter's Palette
- 2005 : Pain Necessary to Know
- 2009 : Through My Dog's Eyes
- 2013 : Hemmed by Light, Shaped by Darkness

### EP
- 2012 : On Death and Cosmos[9]

### Album remixes
- 2007 : Pain Remixes the Known